# Nicolaas Johannes Diederichs
Nicolaas Johannes Diederichs (ur. 17 listopada 1903, zm. 21 sierpnia 1978) – prezydent RPA w latach 1975–1978.
Z wykształcenia był ekonomistą, uzyskał stopień doktora na Uniwersytecie w Lejdzie. Ufundował Reddingsdaadbond, organizację propagującą politykę podtrzymywania dobrobytu Afrykanerów. Do Partii Narodowej należał w latach 1953–1975. W okresie 1958–1967 był ministrem gospodarki, a następnie, do objęcia prezydentury, ministrem finansów. Sprawował także równolegle pomiędzy 1961 i 1964 tekę ministra górnictwa.